# Lječilište
Lječilište je tip zdravstvene ustanove. Specijalizirano je za oporavak pacijenata. U Republici Hrvatskoj postoji 2 javna lječilišta, u Topuskom i Velom Lošinju.
U lječilištu se prirodnim ljekovitim izvorima sprovodi preventivna zdravstvena zaštita, specijalistička i bolnička rehabilitacija.

## Lječilišta
- Lječilište "Topusko"
- Lječilište "Veli Lošinj"